# Europa - Democratie - Esperanto
Europa - Democratie - Esperanto (in Esperanto: Eŭropo – Demokratio – Esperanto) is een Europese politieke alliantie die meedoet aan de Europese verkiezingen. Het hoofdkwartier bevindt zich in de Franse hoofdstad Parijs.
De partij probeert zich sterk te maken voor de taal Esperanto binnen de EU. Haar uiteindelijke doel is dat de EU het Esperanto als officiële taal aanneemt.
De partij begon als Europe – Démocratie – Espéranto bij de Europese verkiezingen in 2004 in Frankrijk. De Duitse tak Europa – Demokratie – Esperanto wist er niet in te slagen om de 4000 nodige handtekeningen op te halen, wegens een late start.

## Franse verkiezingsresultaten
De EDE was verkiesbaar in 7 van de 8 grote Franse stemdistricten en behaalde op 13 juni 2004 in totaal 0,15% van de stemmen.
| Regio     | Top kandidaat       | stemmen | Percentage |
| --------- | ------------------- | ------- | ---------- |
| Parijs    | Georges Kersaudy    | 5,789   | 0,21%      |
| Oost      | B.Schmitt           | 5,336   | 0,24%      |
| West      | Denis-Serge Clopeau | 4,926   | 0,19%      |
| Zuid-West | Thierry Saladin     | 3,687   | 0,15%      |
| Zuid-Oost | Christian Garino    | 2,559   | 0,09%      |
| Midden    | J-P. Tonnieau       | 2,174   | 0,15%      |
| Noord     | B. Hugon            | 788     | 0,03%      |
| TOTAAL    |                     | 25,259  | 0,15%      |